# Devil Without a Cause
Az 1998-as Devil Without a Cause Kid Rock negyedik nagylemeze, amely meghozta számára az áttörést. 2003 áprilisában a RIAA tizenegyszeres platinalemeznek nyilvánította. Ez Kid Rock utolsó "hiphop"-albuma, mielőtt a tradicionálisabb rockzene felé fordult volna.
Az album szerepel az 1001 lemez, amit hallanod kell, mielőtt meghalsz című könyvben.

## Kislemezek
Az album első kislemeze a Welcome 2 the Party (Ode 2 the Old School) raphimnusz volt, amely nem ért el sikereket. Az albumra sem figyeltek fel, amíg meg nem jelent az I Am the Bullgod; ez a Billboard Mainstream Rock Tracks listáján a 31. helyig jutott, és az MTV is felfigyelt rá.
A harmadik kislemez, a Bawitdaba négy hellyel maradt le a Billboard Hot 100 listáról, de a rádióban nagy sikereket ért el, a Modern Rock Tracks listán a 10., a Mainstream Rock Tracks listán pedig a 11. helyig jutott.
A negyedik kislemez, a Cowboy a 82. helyig jutott a Billboard Hot 100-on, és a 34.-ig a Mainstream Top 40-en, továbbá az 5.-ig helyig a Modern Rock Tracks-en és a 10.-ig a Mainstream Rock Tracks listán. Az ötödik kislemez az Only God Knows Why volt, ez a 19. helyig jutott a Billboard Hot 100-on, a 6.-ig a Mainstream Top 40-en, az 5.-ig a Mainstream Rock Tracks-en és a 13.-ig a Modern Rock Tracks-en. Az album hatodik, utolsó kislemeze, a Wasting Time, kevés sikert ért el, egyedül a Mainstream Rock Tracks listára jutott fel, a 35. helyig jutott.

## Az album dalai
|     | Cím                                        | Szerző(k)                                                                      | Hossz |
| --- | ------------------------------------------ | ------------------------------------------------------------------------------ | ----- |
| 1.  | Bawitdaba                                  | R.J. Ritchie, Matthew Shafer, Jason Krause                                     | 4:27  |
| 2.  | Cowboy                                     | Ritchie, Shafer, John Travis, James Trombly                                    | 4:17  |
| 3.  | Devil Without a Cause (közreműködik Joe C) | Kenny Olson, Ritchie, Shafer, Too $hort, Larry Smith, Jalil "Whodini" Hutchins | 5:32  |
| 4.  | I Am the Bullgod                           | Ritchie                                                                        | 4:50  |
| 5.  | Roving Gangster (Rollin)                   | Ritchie, Shafer, Mark Morales, Darren Robinson, Andy Nehra, Damon Wimbley      | 4:24  |
| 6.  | Wasting Time                               | Ritchie, Shafer, Lindsey Buckingham                                            | 4:02  |
| 7.  | Welcome 2 the Party (Ode 2 the Old School) | Ritchie, Shafer, Lamont Dozier, Eddie Holland, Brian Holland                   | 5:14  |
| 8.  | I Got One for You (közr. Robert Bradley)   | Olson, Ritchie, Shafer, Travis, Jerry Williams                                 | 3:43  |
| 9.  | Somebody's Gotta Feel This                 | Ritchie, Shafer, Olson, Travis                                                 | 3:09  |
| 10. | Fist of Rage                               | Ritchie, Shafer, Travis                                                        | 3:23  |
| 11. | Only God Knows Why                         | Ritchie, Shafer, Travis                                                        | 5:27  |
| 12. | Fuck Off (közr. Eminem)                    | Ritchie, Shafer, Mathers, Krause                                               | 6:13  |
| 13. | Where You at Rock                          | Ritchie                                                                        | 4:24  |
| 14. | Black Chick, White Guy                     | Ritchie                                                                        | 7:10  |

## Közreműködők
- Kid Rock – ének, gitár, bendzsó, akusztikus gitár, szintetizátor, basszusgitár
- Jimmy Bones – billentyűk, orgona, zongora, ARP szintetizátor, szintetizált basszus
- Joe C. – rap
- Stefanie Eulinberg – dob, ütőhangszerek
- Shirley Hayden – háttérvokál
- Jason Krause – metal gitár, elektromos gitár
- Misty Love – háttérvokál
- Kenny Olson – szólógitár
- Uncle Kracker – lemezlejátszó, háttérvokál
- Eminem – ének a Fuck Off-on
- Kenny Tudrick – gitár, dob
- Robert Bradley – ének az I Got One For Ya-n
- Thornetta Davis – ének a Wasting Time-on
- Peter Filias - webmester

## Fordítás
Ez a szócikk részben vagy egészben a Devil Without a Cause című angol Wikipédia-szócikk ezen változatának fordításán alapul.  Az eredeti cikk szerkesztőit annak laptörténete sorolja fel. Ez a jelzés csupán a megfogalmazás eredetét és a szerzői jogokat jelzi, nem szolgál a cikkben szereplő információk forrásmegjelöléseként.